# Stafforter Buch

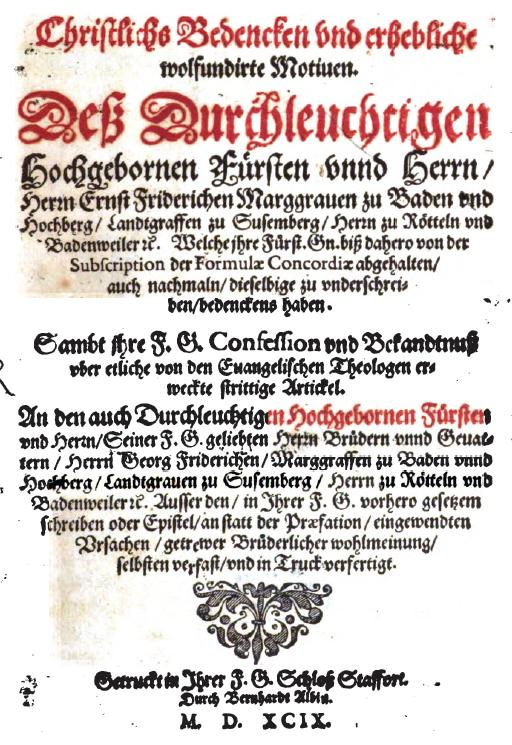
Titelblatt des Stafforter Buches von 1599

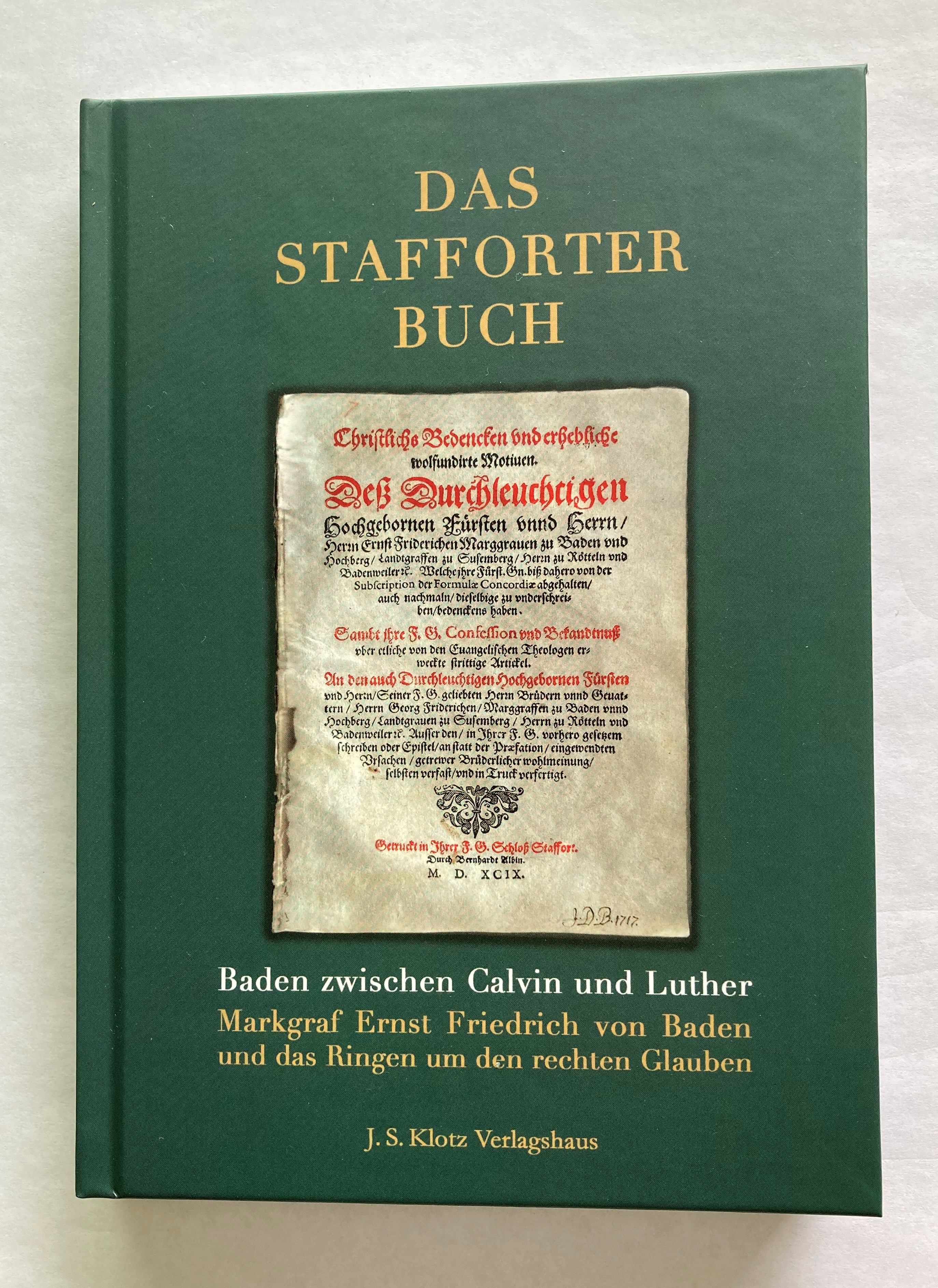
Das Stafforter Buch in aktueller Sprache – J. S. Klotz Verlagshaus

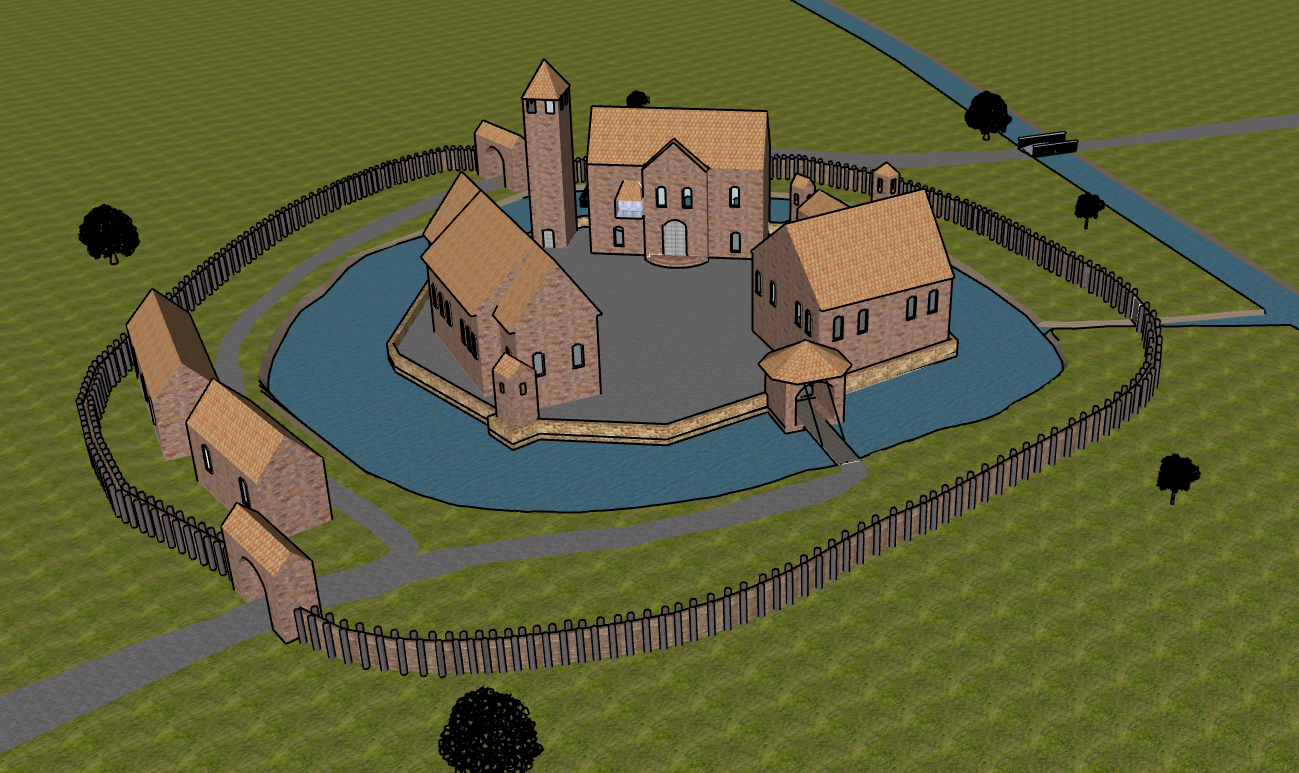
Das Schloss Staffort 1599 (Rekonstruktion)

Das Stafforter Buch ist ein religionsgeschichtliches Werk, das 1599 in der Druckerei des Stafforter Schlosses gedruckt wurde und als Versuch des Markgrafen Ernst Friedrich von Baden-Durlach angesehen wird, die lutherische mit der calvinistischen Lehre zu versöhnen.

## Geschichte
Karl II. von Baden-Durlach heiratete 1551 die evangelische Prinzessin Kunigunde von Brandenburg-Kulmbach. Er trat zur evangelischen Lehre über und gebot durch die von ihm am 1. Juni 1556 erlassene Kirchenordnung die Einführung des evangelischen Gottesdienstes in der Markgrafschaft Baden-Durlach.
Nach seinem Tod 1577 erbte sein Sohn Ernst Friedrich von Baden-Durlach die untere Markgrafschaft mit den Ämtern Durlach, Mühlburg, Pforzheim, Graben und Staffort. Er war ein Freund und Gönner der Wissenschaften und soll sich gerne im Stafforter Schloss aufgehalten haben. 1584 gründete er das Gymnasium illustre, das nach dem Gründer Ernestinum genannt wurde.
Während er in jungen Jahren als strenggläubiger Lutheraner erzogen wurde, neigte er später auch dem Calvinismus zu. Ab 1595 versuchte er in der Markgrafschaft eine reformierte Lehre einzuführen, setzte dafür auch reformierte Pfarrer und Beamte ein, stieß aber bei seinem Volk und den württembergischen Nachbarn auf erheblichen Widerstand. An das Gymnasium-Illustre berief er calvinisierende Lehrer und betrieb selbst sehr intensiv theologische Studien. Er wandte sich vor allem gegen die Konkordienformel der lutherischen Kirche (1577) und verweigerte die Unterschrift. Er ließ im Stafforter Schloss eine Druckerei einrichten und nahm den in Speyer lebenden Drucker Bernhardt Albin, einen reformatorisch denkenden Hugenotten in seine Dienste, um in Staffort eigene Druckwerke herstellen zu lassen.
Zwei eigene Bücher wurden in Staffort gedruckt: Zunächst das Kurtze und einfeltige außer Gottes Wort und der Alten Rechtgläubigen Kirchen gestellte Bekanntnuß nach welcher als einer Richtschnur die Kirchen und Schuldiener in der Markgravschaft Artikeln so in diesen Zeiten zwischen denjenigen so sich zur Augsburgischen Konfession bekennen contovertierend und strittig sind, in ihren anvertrauten Kirchen und Schulen zu verhalten haben (Staffort 1599). Noch im gleichen Jahr erschien das größere Buch, das in der Kirchengeschichte als das Stafforter Buch einging. Der Titel lautet: Christliche Bedenken und erhebliche wohlfundierte Motiven Deß Durchleuchtigen Hochgebornen Fürsten, Herrn Friederichen Marggraven zu Baden und Hochberg etc. welche ihre Fürstliche Gnaden bis dahero von der Subcription der Formulä Concordiä abgehalten, auch nachmalen dieselbe zu unterschreiben Bedenken, haben, sambt Ihre Fürstlichen Gnaden Confession und Bekanntnuß über etliche von den Evangelischen Theologen erweckte strittige Artikel. Getruckt in Ihrer F. G. Schloß Staffort Durch Bernhardt Albin M.D.XCIX.
Für den Buchdrucker Albin, von dem Drucke ab 1581 bekannt sind, war Staffort der letzte Arbeitsort. Er starb zur Jahreswende 1599/1600. Seine Witwe bezeichnet sich 1600 als Drucker, jedoch sind keine weiteren Druckwerke bekannt geworden. Die zweite Auflage des „Glaubens-Bekanntnuß“ wurde „Auf New übersehen und verbessert“ 1601 in Heidelberg gedruckt.
Das Buch löste einen gewaltigen Sturm gegen den Markgrafen in Baden aus. Er hatte die Grundlagen der badischen Reformation verlassen. Der Widerstand im Land wurde durch die lutherische Fakultät der Universität Tübingen mit Gegenschriften unterstützt, die ihn andrerseits als „grundgelehrten Herrn“ bezeichnete. Besonders groß war der Widerstand in Pforzheim, zumal die dortigen Bürger die Verlegung der Residenz nach Durlach und den Verlust von Steuerprivilegien nicht hinnehmen wollten. Als der Markgraf sich aufmachte, die verworrene Lage notfalls mit Gewalt zu klären, verstarb er vor Erreichung des Ziels am 14. April 1604 auf dem Schloss Remchingen.
Unter seinem Nachfolger Georg Friedrich von Baden-Durlach wurde die alte Kirchenordnung von 1556 wieder voll in Kraft gesetzt. Zur badischen Kirchenunion kam es erst 1821, nachdem durch die Zuwanderung von Hugenotten (Neureut, Friedrichstal) und den Reichsdeputationshauptschluss auch die calvinistische Konfession in Baden verbreitet war. So hat das Stafforter Buch eine Diskussion angestoßen die erst 222 Jahre später zur Union der evangelischen Christen in Baden führte.
Aus Anlass der Feierlichkeiten zur 200-jährigen Kirchenunion in Baden wurde das Stafforter Buch durch Holger Müller in die aktuelle Sprache übertragen und im Klotz Verlagshaus aufgelegt. Im Rahmen der Vollversammlung des Ökumenischen Rates der Kirchen in Karlsruhe 2022 wurde einer internationalen Delegation das Staffort Book in englischer Sprache von Manfred G. Raupp vorgestellt und von Prälat Traugott Schächtele eine Hinweistafel zum Druckort des Buches enthüllʈ.